# Stenophylax torosicus
Stenophylax torosicus är en nattsländeart som beskrevs av Lazar Botosaneanu 1995. Stenophylax torosicus ingår i släktet Stenophylax och familjen husmasknattsländor. Inga underarter finns listade i Catalogue of Life.